# José López Bouza
José López Bouza (Ferrol, La Coruña, febrero de 1890 - Ferrol, La Coruña, 30 de agosto de 1936), fue un anarcosindicalista y político republicano español, que desarrolló su carrera política en el ámbito gallego y murió asesinado por los sublevados poco después de comenzada la Guerra Civil.

## Biografía
López Bouza nació en la ciudad gallega de Ferrol. Al alcanzar la mayoría de edad emigró a Argentina, lugar tradicional de destino de la emigración gallega, donde se vinculó al anarcosindicalismo, y siendo expulsado en octubre de 1911. Tras su retorno a Galicia, consiguió un puesto de trabajo como funcionario municipal en su localidad natal, al tiempo que continuaba con su militancia anarquista. Así, fue uno de los máximos impulsores del Ateneo Obrero Sindicalista y de la Comisión Pro Enseñanza Racionalista ferrolanos, y uno de los impulsores del Congreso Internacional de la Paz, convocado a comienzos de 1915 para reunir a socialistas, sindicalistas, anarquistas y sociedades obreras de todo el mundo para terminar la Primera Guerra Mundial. Fue detenido varias veces por sus actividades sindicalistas. Sin embargo, unos años después, hacia 1918, evolucionaría hacia el republicanismo de centro. Fundó una escuela en Canido, un barrio obrero de Ferrol, a la que acudían tanto niños como personas mayores de toda la comarca ferrolana. La escuela siguió en funcionamiento hasta bien entrada la década de 1920.
Miembro de la ORGA, con la proclamación de la República (fue la persona que izó la bandera republicana en el ayuntamiento de Ferrol) fue gobernador civil de Orense y Lugo entre 1931 y 1932.
Presidente de la ORGA en Ferrol, y posteriormente de Izquierda Republicana, tras el triunfo del Frente Popular en febrero de 1936, fue nombrado presidente de la Diputación Provincial de La Coruña (23 de marzo de 1936) y concejal de Ferrol. También participó en la campaña para la aprobación del Estatuto de Autonomía de Galicia de 1936, y tras su aprobación fue elegido presidente del Comité central de Autonomía de Galicia, que viajó a Madrid en el verano de 1936 a presentar el Estatuto a las Cortes Españolas. Al producirse la sublevación militar del 18 de julio de 1936, López Bouza, desoyendo los consejos de Castelao, decidió volver a la ciudad, participando en la defensa del ayuntamiento contra los sublevados (20 de julio). Tras la rendición del edificio fue detenido y juzgado, siendo condenado a cadena perpetua y trasladado al buque prisión Plus Ultra. Sin embargo, fue sacado del buque y fusilado en Canido el 30 de agosto de 1936, junto con otras 17 personas.